# Толок Віталій Павлович
Віта́лій Па́влович Толок (нар. 2 квітня 1930, Канів), український режисер, 1981 — народний артист УРСР.

## Життєпис
1955 року закінчив навчання в Київському інституті театрального мистецтва імені Карпенка-Карого.
Працював режисером Черкаського — в 1955—1959 роках, Рівненського — 1959-60, Вінницького — 1960—1969 музичних драматичних театрів.
Більше 20 років — з 1969 по 1990 рік — керував Житомирським музично-драматичним театром.
1982 року запросив до роботи в театрі тоді випускника Олександра Шкарупу.
Серед зрежисованих вистав —
- «Собор Паризької богоматері» за Віктором Гюго,
- «Пам'ять серця» О. Корнійчука,
- «Ярослав Мудрий» І. Кочерги,
- «Зачарований вітряк» М. Стельмаха,
- «Лісова пісня» і «Камінний господар» Лесі Українки,
- «Пора жовтого листя» М. Зарудного,
- «Весілля в Малинівці» Л. Юхвіда.